# Tasema nox
Tasema nox is een vlinder uit de familie bloeddrupjes (Zygaenidae). De wetenschappelijke naam van deze soort is voor het eerst geldig gepubliceerd in 1898 door Holland.
De soort komt voor in tropisch Afrika.